# Morrison (Argentina)
Morrison es un pueblo ubicado en el departamento Unión, provincia de Córdoba, Argentina.
Se encuentra situada a 191 km de la Ciudad de Córdoba, sobre la RN 9.
La principal actividad económica de la localidad es la agricultura seguida por la ganadería, siendo los principales cultivos la soja y el maíz.
Asimismo, existen numerosos establecimientos agrícolas como plantas de silos, criaderos, etc. La industria se encuentra estrechamente relacionada con el campo.
La localidad surgió con la construcción del ferrocarril, y su fiesta patronal se celebra el día 31 de octubre.
El clima de la localidad es templado con estación seca, registrándose unas precipitaciones de 700 mm aproximadamente, aunque en los últimos años se han provocado numerosas inundaciones que arruinan los cultivos y emprobrecen la zona.
Cuenta con un dispensario, varias escuelas y un edificio municipal en donde se efectúan las funciones administrativas.

## Población
Cuenta con 4,002 habitantes (Indec, 2022), lo que representa un incremento del 16.4% frente a los 3,345 habitantes (Indec, 2010) del censo anterior. Existen en la localidad 1.101 viviendas.
| Gráfica de evolución demográfica de Morrison entre 1991 y 2022 |
|                                                                |
| Fuente: Censos nacionales del INDEC                            |

## Historia
La fundación del pueblo se remite a la década de 1860, cuando una cuadrilla de obreros construía el terraplén para el tendido de las vías férreas y se encontró con un pequeño conglomerado de ranchos, gente indígena y criolla, a una distancia aproximada de 14 km de Fraile Muerto (actual Bell Ville).
El 1° de septiembre de 1867 se construye el edificio de la estación y comienzan a llegar pobladores de otros lugares a instalarse allí. Las familias de colonos empiezan a poblar la comarca que espera impaciente las fecundas semillas. Pueblo y campiña pugnan al unísono en el incontenido afán de actividad y de vida, pareciera que están empeñados en la misma tarea común de trabajar en bien del progreso.
Poco a poco empieza la edificación en el pueblo. Don José Pavón establece el primer horno de ladrillos; Juan Herrera instaló una carnicería.
En 1870 llega el Ferrocarril a Córdoba. El entonces Presidente, Domingo F. Sarmiento, designa a Dalmacio Vélez Sarsfield para que viajara a la inauguración de las nuevas líneas férreas. En ese acto decide asignarle a la estación siguiente a Frayle Muerto el nombre de Fenelón Zuviría, en homenaje a ese gran colaborador de esta obra tan importante para la época.
A comienzos de ese año llegan pobladores del extranjero, principalmente italianos y españoles y en 1880 se incrementa notablemente el arribo de inmigrantes, atraídos por la promesa de buenas tierras. Se establecieron entonces Ribotte y Maza, comercio de Ramos Generales; Anton Fieg con una gran panadería; Pedro Duarte, Rosalino Moreno, Abraham Juárez, agricultores de la época, junto a otros que se fueron sumando con el correr de los años.
En el año 1907, el presidente Dr. Figueroa Alcorta, designa por decreto a este paraje con el nombre de Morrison, por Walter Morrison (1836-1921), político, empresario y filántropo inglés, que desde 1887 fue presidente de la empresa Ferrocarril Central Argentino (F.C.C.A) que construía y gestionaba la línea del ferrocarril hasta Córdoba. Los pobladores se resisten a este cambio y, recién en 1911, lo adoptan definitivamente.
Morrison no es solamente un punto en el vasto territorio cordobés, es una palpable realidad con pujanza y crecimiento en sus diferentes actividades: agricultura, ganadería, industria, cultura, deporte; todo ello configura galones positivos en la marcha ascendente hacia un mejor destino
Somos un pueblo de ‘la Pampa Gringa’, y lo seremos siempre. El apogeo de Morrison estuvo marcado por el crecimiento del campo y la industria de implementos agrícolas.

## Economía

### Empresas
- Narciso Cancé
- Rivera Hogar
- Dalex Fábrica de Balones Deportivos
- Sergio N. Cancé
- Osmar Negrete
- Industria Caillet Bois
- Rantica Cereales
- Fábrica de pelotas El Príncipe
- Fábrica de pelotas e indumentaria LINCE
- Fábrica de Piletas IGUI

### Cooperativas de la localidad
- Cooperativa de Obras y Servicios Públicos de Morrison Ltda.
- Cooperativa Agrícola Unión
- Cooperativa Sudecor

## Instituciones educativas

#### Nivel secundario
- IPEMyT N.º 173 "Gobernador Juan Bautista Bustos"
- Instituto San José

#### Nivel  pirmario
- Leopoldo Lugones
- Niñas de Ayohuma

## Plazas
- Plaza Falucho
- Plaza Centenario
- Plaza Excombatientes de Malvinas.

## Clubes
- Club Sportivo Huracán
- Club Unión
- Club Plaza Centenario

## Parroquias de la Iglesia católica en Morrison
| Diócesis  | Villa María |
| --------- | ----------- |
| Parroquia | Cristo Rey  |